# ブッシュの靴

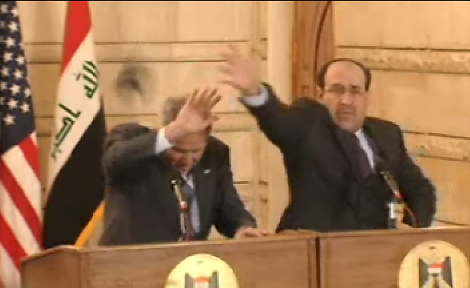
投げられた靴がブッシュの頭上を通り、マーリキーが右手で制しようとした瞬間。

ブッシュの靴（ブッシュのくつ）とは、バイダン社（Baydan）が製造する靴の通称。なお、ブッシュが履いていた靴という意味ではない。

## 概要
2008年12月14日にイラクを電撃訪問したアメリカ合衆国のジョージ・W・ブッシュ大統領が、イラクのヌーリー・マーリキー首相とともにバグダッドでの記者会見に臨んだ際に、イラク人記者のムンタゼル・アル＝ザイディから靴を投げつけられる事件が起きた。ブッシュは2回靴による攻撃を受けたが2回ともかわし「靴のサイズは28センチだった」などと余裕を見せた。
他人の体や頭に靴をぶつけたり、靴を履いた足で踏みつける行為はイスラーム世界では最大級の侮辱行為とされる。
この靴は、トルコのバイダン社が製造するものであったと推測されている。「靴投げ事件」への支持表明とあわせてこの靴への注文も殺到し、バイダン社は「バイバイ・ブッシュ」を商標登録した。同じタイプの靴はこれまで年間4万足程度の生産量だったが、事件後10日あまりで37万足もの注文が殺到し、これに乗じようと中国などのメーカーが「ブッシュの靴」の製造元であると名乗りを上げた。
イギリスのクリエイターであるアレックス・チュー（Alex Tew）は、ブッシュ大統領に靴を投げつけて得点を競うSock and Aweというシューティング・ゲームを制作した。その後同サイトは、eBayで5215ポンド（約70万円）で落札された。アイスランド出身の歌手ビョークは同サイトについて「ブッシュ政権がイラク戦争時に実行した作戦名『Shock and Awe』のパロディになっている可能性が高い」と分析した上で「私も『Fuck and Awe』という曲を作ろうとしていたところなの。先を越されたわ」と語った。
2009年1月19日インドネシア政府は靴職人の育成などを目的にブッシュの靴を地方の中小企業に発注した。
フセイン元大統領の故郷であるイラク北部のティクリートに高さ約3メートル、重量は約1.5トンに及ぶブッシュの靴の銅像が設立され2009年1月29日に除幕式が行われたが、翌30日にイラク政府の要請で撤去された。
アメリカ政府はこの事件を、「イラクに自由が回復された証拠」とイラク戦争の正当性を強調した。

## 影響
この靴投げ事件をきっかけに、同様の抗議行動が頻発した。
- 2009年2月2日、イギリスのケンブリッジ大学を訪問していた中華人民共和国国務院総理の温家宝が、同学の学生によって靴を投げつけられるという模倣の事件に遭った。学生はその場で逮捕された[9]。
- 2009年2月18日にインドネシアを訪問したヒラリー・クリントン国務長官に抗議するイスラム教徒の学生らがヒラリーの写真に約50足の靴を投げつけた[10]。
- 2009年9月16日、パトロール中の米軍車両に向かって悪態をつき靴を投げた、精神障害を持つイラク人男性が米兵に銃撃される事件があった[11]。
- 2009年10月1日、IMFのストロスカーン専務理事がトルコ最大の都市イスタンブールのビルギ大学で講演中、学生とみられるトルコ人の男に靴を投げつけられるという騒動があった。男は「IMFはトルコから出て行け！」と叫びながら演台に駆け寄り、理事に向かって白い運動靴を投げつけた[12]。
- 2009年12月1日、ブッシュに靴を投げた当人のムンタゼル・アル＝ザイディがパリで記者会見中に、ブッシュ支持者のイラク人から靴を投げつけられた。ザイディもブッシュ同様に靴をかわすことができた。
- 2009年12月13日、イタリアのベルルスコーニ首相が土産物の置物を暴漢に投げつけられるという事件が起きた。
- 2010年10月8日、トルコのイスタンブールを訪問していた中華人民共和国の温家宝首相が、トルコのギュル大統領との会見に向かうため車でホテルを離れる際、2009年に中国が新疆ウィグル自治区でのデモを弾圧した事件に対するウィグル人の抗議に遭い、車に向かって靴が投げられた。靴は命中しなかった。[13]
- 2010年10月26日、オーストラリアの視聴者参加討論番組に出演したジョン・ハワード元首相が、参加者の一人から「イラクで死んだ人々からのお返しだ！」と叫びながら、靴を投げられた[14]。